# Unterseeboot 479
L'Unterseeboot 479 ou U-479 est un sous-marin allemand (U-Boot) de type VIIC utilisé par la Kriegsmarine pendant la Seconde Guerre mondiale.
Le sous-marin fut commandé le 10 avril 1941 à Kiel (Deutsche Werke), sa quille fut posée le 19 novembre 1942, il fut lancé le 14 août 1943 et mis en service le 27 octobre 1943, sous le commandement de l'Oberleutnant zur See Friedrich-Wilhelm Sons.
Il fut coulé en novembre 1944 en mer Baltique, par des mines soviétiques.

## Conception
Unterseeboot type VII, l'U-479 avait un déplacement de 769 tonnes en surface et 871 tonnes en plongée. Il avait une longueur totale de 67,10 m, un maître-bau de 6,20 m, une hauteur de 9,60 m et un tirant d'eau de 4,74 m. Le sous-marin était propulsé par deux hélices de 1,23 m, deux moteurs diesel Germaniawerft M6V 40/46 de 6 cylindres en ligne de 1400 cv à 470 tr/min, produisant un total de 2 060 à 2 350 kW en surface et de deux moteurs électriques Siemens-Schuckert GU 343/38-8 de 375 cv à 295 tr/min, produisant un total 550 kW, en plongée. Le sous-marin avait une vitesse en surface de 17,7 nœuds (32,8 km/h) et une vitesse de 7,6 nœuds (14,1 km/h) en plongée. Immergé, il avait un rayon d'action de 80 milles marins (150 km) à 4 nœuds (7,4 km/h; 4,6 milles par heure) et pouvait atteindre une profondeur de 230 m. En surface son rayon d'action était de 8 500 milles nautiques (soit 15 700 km) à 10 nœuds (19 km/h). 
L'U-479 était équipé de cinq tubes lance-torpilles de 53,3 cm (quatre montés à l'avant et un à l'arrière) qui contenait quatorze torpilles. Il était équipé d'un canon de 8,8 cm SK C/35 (220 coups) et d'un canon antiaérien de 20 mm Flak. Il pouvait transporter 26 mines TMA ou 39 mines TMB. Son équipage comprenait 4 officiers et 40 à 56 sous-mariniers.

## Historique
Il passe sa période d'entraînement initial dans la 5. Unterseebootsflottille jusqu'au 31 juillet 1944, puis il rejoint son unité formation de combat dans la 8. Unterseebootsflottille. 
Sa première patrouille est précédée de plusieurs courts trajets de Kiel à Arendal et de Kiel à Helsinki. Elle commence le 13 juillet 1944, au départ d'Helsinki. Lors de cette patrouille, le 18 juillet 1944, il torpille et endommage le sous-marin soviétique MO-304, en Baie de Vyborg.
Sa deuxième et troisième patrouille, commencent également au départ d'Helsinki, sans résultat.
Lors de sa quatrième patrouille, il accoste à Dantzig, après 25 jours en mer.
C'est lors de sa cinquième patrouille qu'il est coulé le 27 novembre 1944 dans le Golfe de Finlande, par des mines soviétiques.
Les 51 membres d'équipage meurent dans cette attaque.
L'épave de l'U-479 est retrouvée en 2013 par la marine estonienne, gisant à 95 mètres de fond à la position 59° 20′ N, 23° 10′ E.

## Affectations
- 5. Unterseebootsflottille du 27 octobre 1943 au 31 juillet 1944 (Période de formation).
- 8. Unterseebootsflottille du 1er août 1944 au 27 novembre 1944 (Unité combattante).

## Commandement
- Oberleutnant zur See Hans-Joachim Förster (en) durant le mois d'août 1943 (Croix de chevalier).
- Oberleutnant zur See Friedrich-Wilhelm Sons du 27 octobre 1943 au 27 novembre 1944.

## Patrouilles
|       | Commandant                   | Départ          | Départ    | Arrivée           | Arrivée   | Jours     | Succès |
| ----- | ---------------------------- | --------------- | --------- | ----------------- | --------- | --------- | ------ |
|       | Oblt. Friedrich-Wilhelm Sons | 9 juin 1944     | Kiel      | 10 juin 1944      | Arendal   | 2 jours   |        |
|       | Oblt. Friedrich-Wilhelm Sons | 28 juin 1944    | Arendal   | 1er juillet 1944  | Kiel      | 4 jours   |        |
|       | Oblt. Friedrich-Wilhelm Sons | 8 juillet 1944  | Kiel      | 11 juillet 1944   | Helsinki  | 4 jours   |        |
| 1     | Oblt. Friedrich-Wilhelm Sons | 13 juillet 1944 | Helsinki  | 25 juillet 1944   | Esplanadi | 13 jours  | 56     |
|       | Oblt. Friedrich-Wilhelm Sons | 27 juillet 1944 | Esplanadi | 1er août 1944     | Helsinki  | 6 jours   |        |
| 2     | Oblt. Friedrich-Wilhelm Sons | 3 août 1944     | Helsinki  | 11 août 1944      | Helsinki  | 9 jours   |        |
| 3     | Oblt. Friedrich-Wilhelm Sons | 16 août 1944    | Helsinki  | 25 août 1944      | Helsinki  | 10 jours  |        |
| 4     | Oblt. Friedrich-Wilhelm Sons | 30 août 1944    | Helsinki  | 23 septembre 1944 | Danzig    | 25 jours  |        |
| 5     | Oblt. Friedrich-Wilhelm Sons | 27 octobre 1944 | Dantzig   | 27 novembre 1944  | Coulé     | 32 jours  |        |
| Total | Total                        | Total           | Total     | Total             | Total     | 105 jours | 56 t   |

Note : Oblt. = Oberleutnant zur See

## Navire(s) coulé(s)
L'U-479 endommagea 1 navire de guerre de 56 tonneaux au cours des 5 patrouilles (105 jours en mer) qu'il effectua.
| Date            | Nom    | Nationalité       | Tonnage | Fait      |
| --------------- | ------ | ----------------- | ------- | --------- |
| 18 juillet 1944 | MO-304 | Marine soviétique | 56      | Endommagé |